# ديفيد ايمانويل
ديفيد ايمانويل (بالإنجليزية: David Emanuel)‏ هو قاضي وسياسي أمريكي، ولد في 1744 في الولايات المتحدة، وتوفي بنفس المكان في 19 فبراير 1808. حزبياً، نشط في الحزب الجمهوري الديمقراطي. انتخب حاكم جورجيا ‏.